# Маркус Грьонхолм
Маркус „Боси“ Грьонхолм (на фински: Marcus „Bosse“ Grönholm) е финландски автомобилен състезател, двукратен Световен шампион в Световният рали шампионат за 2000 и 2002 година с тима на Пежо.

## Биография
Роден е на 5 февруари 1968 година в Кауниайнен, Финландия.
През 2007 година е пилот на Форд, завършва втори в Световния шампионат, но в края на сезона обявява че прекратява кариерата си на пилот в СРШ.